# Patrice Auboiroux
Pas d'image ? Cliquez ici

a Compétitions nationales et continentales officielles uniquement.

Patrice Auboiroux est un ancien joueur de rugby à XV né le 16 janvier 1949 à Brive-la-Gaillarde où il est décédé le 3 juillet 2006.

## Biographie
Le poste de prédilection de Patrice Auboiroux était arrière. 

Cet excellent joueur a été formé dès l'âge de 10 ans à l'Ecole de Rugby du CA Brive. 

Il apparut pour la première fois en équipe première au cours de la saison 1969-1970.
C'était un joueur qui était instinctivement doué du sens du placement, d'une adresse remarquable, habile contre-attanquant et plein de sang froid.
Ce jour talentueux, a été, hélàs, très malchanceux : 
 
- Un abcès dentaire l'empêcha, au tout dernier moment, de participer à la finale de 1972. 

- Le 20 octobre 1974, sur le terrain de Mont-de-Marsan, il fut blessé très grièvement au genou. Sa carrière failli se terminer. Il reparut toutefois sur les terrains en 1976.
Il fut sélectionné en France B.
Il est décédé d'un cancer en 2006.

## Carrière de joueur

### En club
- 1969-1975 : CA Brive

## Palmarès

### En club
- Un abcès dentaire l'empêcha, au tout dernier moment, de participer à la finale de 1972.